# Digitaria sejuncta
Digitaria sejuncta är en gräsart som först beskrevs av Eduard Hackel och Pilg., och fick sitt nu gällande namn av Johannes Jan Theodoor Henrard. Digitaria sejuncta ingår i släktet fingerhirser, och familjen gräs. Inga underarter finns listade i Catalogue of Life.